# Fiddle-Yard

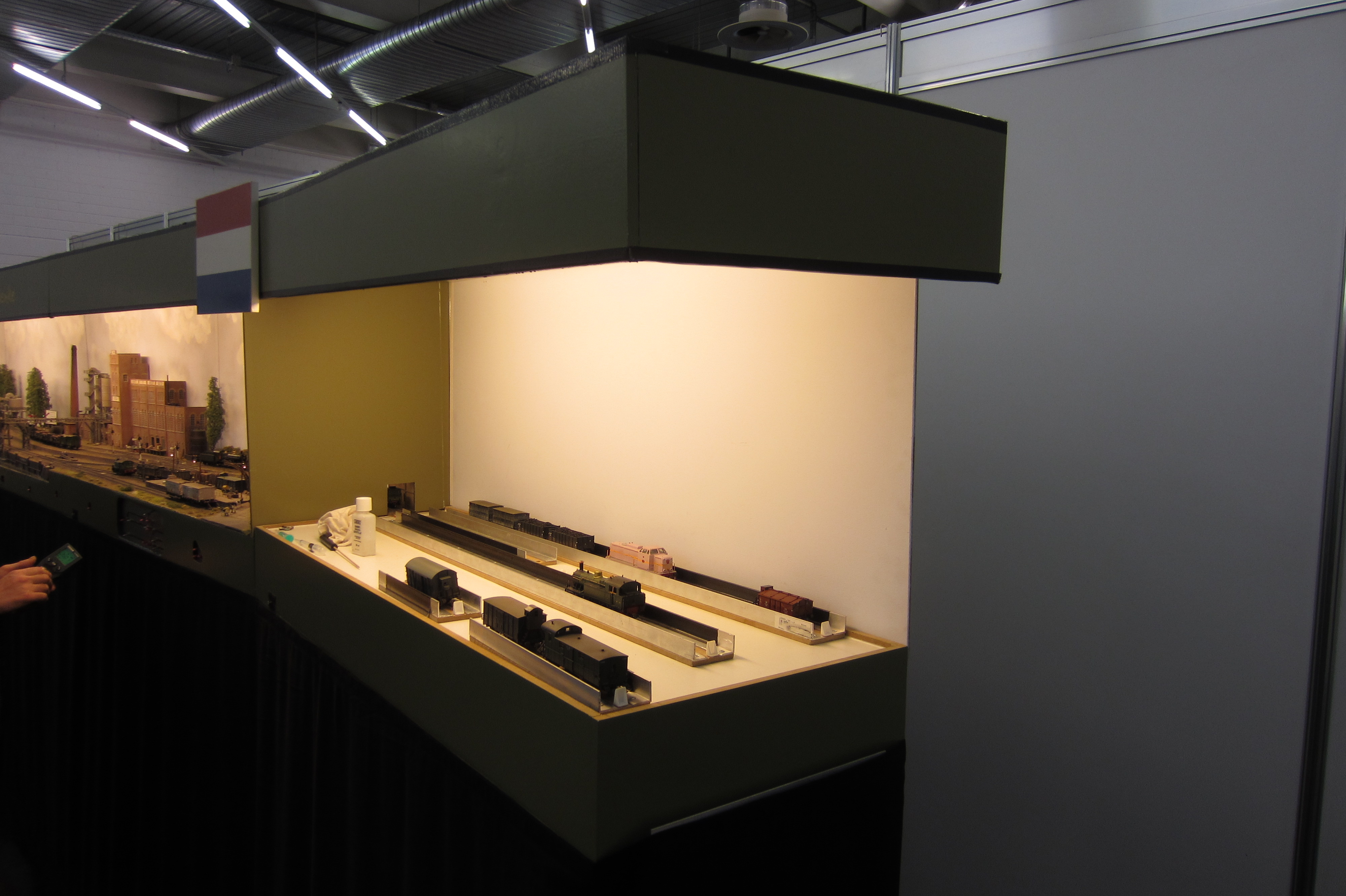
Fiddle-Yard an einem niederländischen Diorama

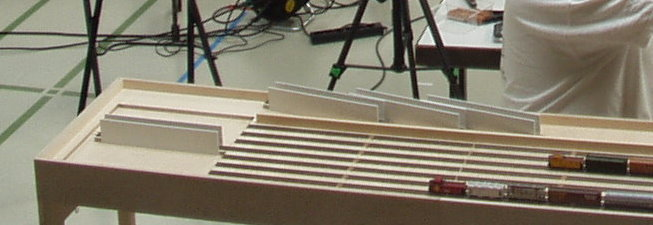
Fiddle-Yard auf einer Modulanlage des FREMO

Ein Fiddle-Yard (engl. Hof zum Schummeln) ist ein typisches Element einer Modellbahnanlage britischer Tradition; es repräsentiert „die Welt außerhalb“. Dieser Bereich wird bewusst nicht modellmäßig gestaltet, sondern soll beliebige manuelle Eingriffe gestatten. Ziel ist ein einfaches, ungehindertes Neuzusammenstellen der Züge per Hand.

## Konzept
Dieses Konzept der manuellen Eingriffsmöglichkeit unterscheidet den Fiddle-Yard von einem Schattenbahnhof, der zwar ebenfalls unsichtbar ist und daher nicht modellmäßig gestaltet wird, wo die Züge aber aus eigener Kraft – oft auch automatisch – gefahren werden: Der Fiddle-Yard gestattet beliebige Zugzusammenstellungen und ermöglicht dies in einfacher, kosten- und platzsparender Weise. Lokomotiven oder einzelne Wagen werden dort einfach von Hand hochgehoben und an anderer Stelle wieder eingesetzt; man spart sich aufwändigeres Rangieren, für das auch der Platz nicht benötigt wird. Die Züge können manchmal auch in dockartige Behälter fahren und als Ganzes entnommen, gedreht oder auch durch andere Züge ersetzt werden.
Wichtig ist die deutliche optische Trennung von der restlichen Anlage; oft wird der Fiddle-Yard für den Zuschauer unsichtbar (beispielsweise auf der Rückseite) untergebracht. Auch kann er durch die Kulisse getrennt neben der Anlage bzw. deren interessantem und durchgestaltetem Teil liegen. Er wird dann durch einen Tunnel erreicht; oft reicht auch die Verdeckung der Öffnung in der Kulisse durch Bäume, Häuser oder Ähnliches (vor allem bei dioramenähnlichem Aufbau, bei dem die Anlage nur von einer Seite betrachtet wird). Dies wird vor allem bei Regalanlagen verwendet.

## Aufbau
Ein Fiddle-Yard kann auf verschiedene Weisen aufgebaut sein:
- im einfachsten Fall ein einzelnes Gleis, auf dem ein eingefahrener Zug herunter genommen werden kann; anschließend wird ein neuer Zug aufs Gleis gestellt.
- Trogartige, frei auf einer Platte verschiebbare Behälter, die an das Einfahrtgleis angesteckt werden.
- Mehrere Gleise, die über eine Gleisharfe mit Weichen oder ein flexibles Gleisstück angefahren werden können.
- Eine oft händisch bediente Drehscheibe dient zum Wenden der Lokomotive oder des gesamten Zuges.
- Eine oder mehrere Schiebebühnen erlauben das seitliche Verschieben der Lok oder von Teilen des Zuges.
- Ein Aufzug gestattet das platzsparende vertikale Verschieben der Garnituren in einer vitrinenartigen Aufhängung.